# 5734 Noguchi
5734 Noguchi (1989 AL1) là một tiểu hành tinh vành đai chính được phát hiện ngày 15 tháng 1 năm 1989 bởi Endate và Watanabe ở Kitami.